# Eugnamptus pseudonigriventris
Espèce
Eugnamptus pseudonigriventris est une espèce d'insectes coléoptères appartenant à la famille des Rhynchitidae.

## Référence
- (en) Hamilton, 1990 : A revision of the weevil genus Eugnamptus Schoenherr (Coleoptera: Rhynchitidae) in America north of Mexico. Transactions of the American Entomological Society (Philadelphia), 115-4 pp 475-502.